# Akumu-chan
Ghost Mama Sousasen Nakuna, Hara-chan
Akumu-chan (悪夢ちゃん, anglais : My Little Nightmare) est une série télévisée japonaise en onze épisodes de 54 minutes diffusée du 13 octobre au 22 décembre 2012 sur la chaîne NTV,. Elle est suivie par un film, sorti en 2014.
Cette série est inédite dans tous les pays francophones.

## Distribution
- Keiko Kitagawa : Ayami Mutoi
  - Hirasawa Kokoro (ja) : Ayami Mutoi (jeune)
- Manatsu Kimura : Yuiko Koto
- Yuka (en) : Hirashima Kotoha
- Hazuki Kimura : Aizawa Miu
- Fumiyo Kohinata : Bannosuke Koto
- Gackt : Takashi Shiki / Yumeoji
- Masato Wada (en) : Mineki Yamasato
- Kenji Anan (en) : Nakagomi Shinya
- Yuki Arai : Hori Shunichiro
- Mari Hamada : Kaibara Satoko
- Shiori Tamai : Yumenoke
- Tetsushi Tanaka : Detective Haruyama
- Fuku Suzuki : Ryū Uehara

## Diffusion internationale
- NTV (2012)
- TVB Drama 1
- MY101
- Crunchyroll